# بطن چپ
بطن چپ یکی از چهار حفره قلبی است که خون اشباع‌شده از اکسیژن را به داخل آئورت پمپ می‌کند. بطن چپ بزرگ‌ترین و ضخیم‌ترین حفره قلبی بوده و بیشترین کار قلب که شامل پمپاژ خون به سامانه هدایتی رگ‌هاست را به عهده دارد. خون اشباع‌شده از اکسیژن از طریق سیاهرگ‌های ریوی به دهلیز چپ می‌رسد و در جریان فراخیدگی (دیاستول) بیشتر آن از طریق دریچه دولختی (دریچه میترال) وارد بطن چپ می‌شود.

## عملکرد
بطن چپ خون را با فشار ۸۰ میلی‌متر جیوه از دهلیز چپ دریافت می‌کند و با فشار ۱۲۰ میلی‌متر جیوه به درون آئورت پمپ می‌کند. تقریباً تمام رأس قلب از این بطن درست شده‌است. ضخامت جدار این بطن سه برابر ضخامت بطن راست می‌باشد.

## اختلالات
در برخی موارد نارسایی‌های قلبی، بطن چپ دچار اختلال شده و نمی‌تواند عملکرد طبیعی خود را در پمپاژ خون به آئورت ایفا کند.

### هیپرتروفی
هیپرتروفی به افزایش اندازه سلول‌ها گفته می‌شود که منجر به افزایش اندازه عضو نیز می‌شود. به بیان دیگر در هیپرتروفی خالص هیچ سلول جدیدی به وجود نمی‌آید و فقط سلول‌ها بزرگ‌تر شده‌اند و این افزایش حجم به دلیل افزایش سنتز (ساخت) اندامک‌ها و پروتئین‌های ساختمانی رخ می‌دهد. هیپرتروفی زمانی رخ می‌دهد که سلول‌ها قادر به تقسیم شدن نیستند. هیپرتروفی می‌تواند فیزیولوژیک یا پاتولوژیک باشد. (فیزیولوژیک باشد یعنی در شرایط طبیعی بدن رخ دهد ولی پاتولوژیک باشد یعنی در شرایط غیرطبیعی و آسیب شناختی رخ داده باشد)
- پاتولوژیک (آسیب شناختی): هیپرتروفی بطن چپ بزرگ شدن ماهیچه‌های بطن چپ قلب است که در نتیجه افزایش فشار خون یا تنگی دریچه آئورت رخ می‌دهد. هیپرتروفی بطن چپ بیماری ژنتیکی نسبتاً شایع است (یک درصد افراد جامعه). اختلال ژنتیکی در مبتلایان به این بیماری منجر به افزایش ضخامت عضلات قلب می‌شود که مشخصه آن بوده و در اکوکاردیوگرافی تشخیص داده می‌شود.

نشانه‌های نارسایی قلب شامل موارد زیر است:
1. فشار خون
2. سابقه مرگ ناگهانی در اقوام نزدیک
3. ثبت آریتمی بطنی در هولترمونیتورینگ
4. سابقه حملات سنکوپ در فرد مبتلا
5. افزایش بسیار شدید ضخامت عضلات قلبی
6. افت فشارخون در هنگام تست ورزش

اختلال و در نفس کشیدن واحساس تنگی نفس

## نگارخانه

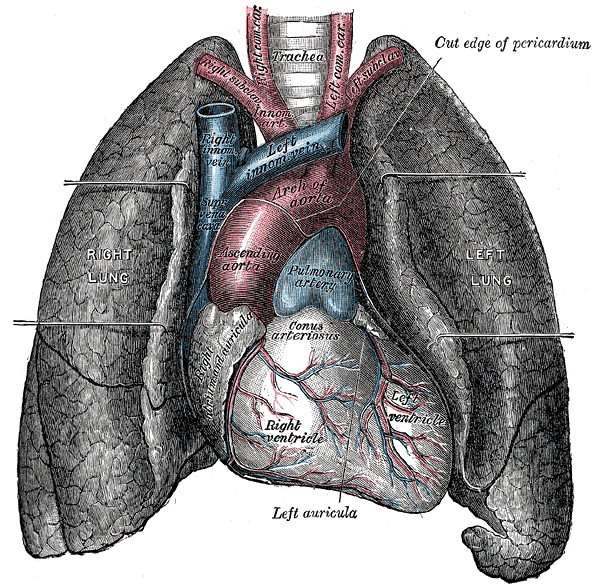
نمای جلویی قلب و ریه‌ها
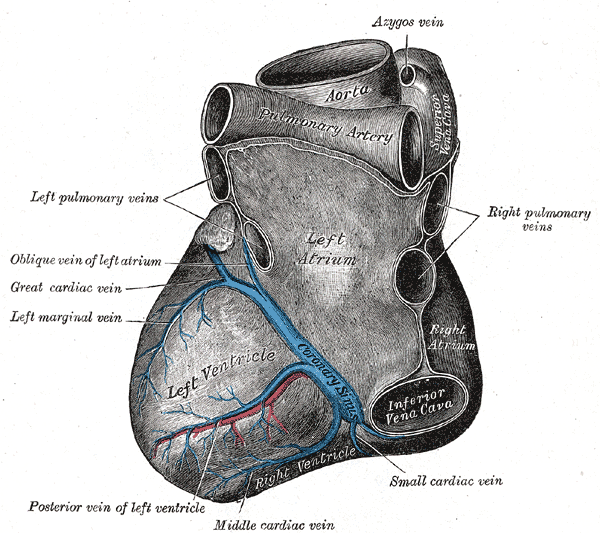
سطح تحتانی و دیافراگماتیک قلب
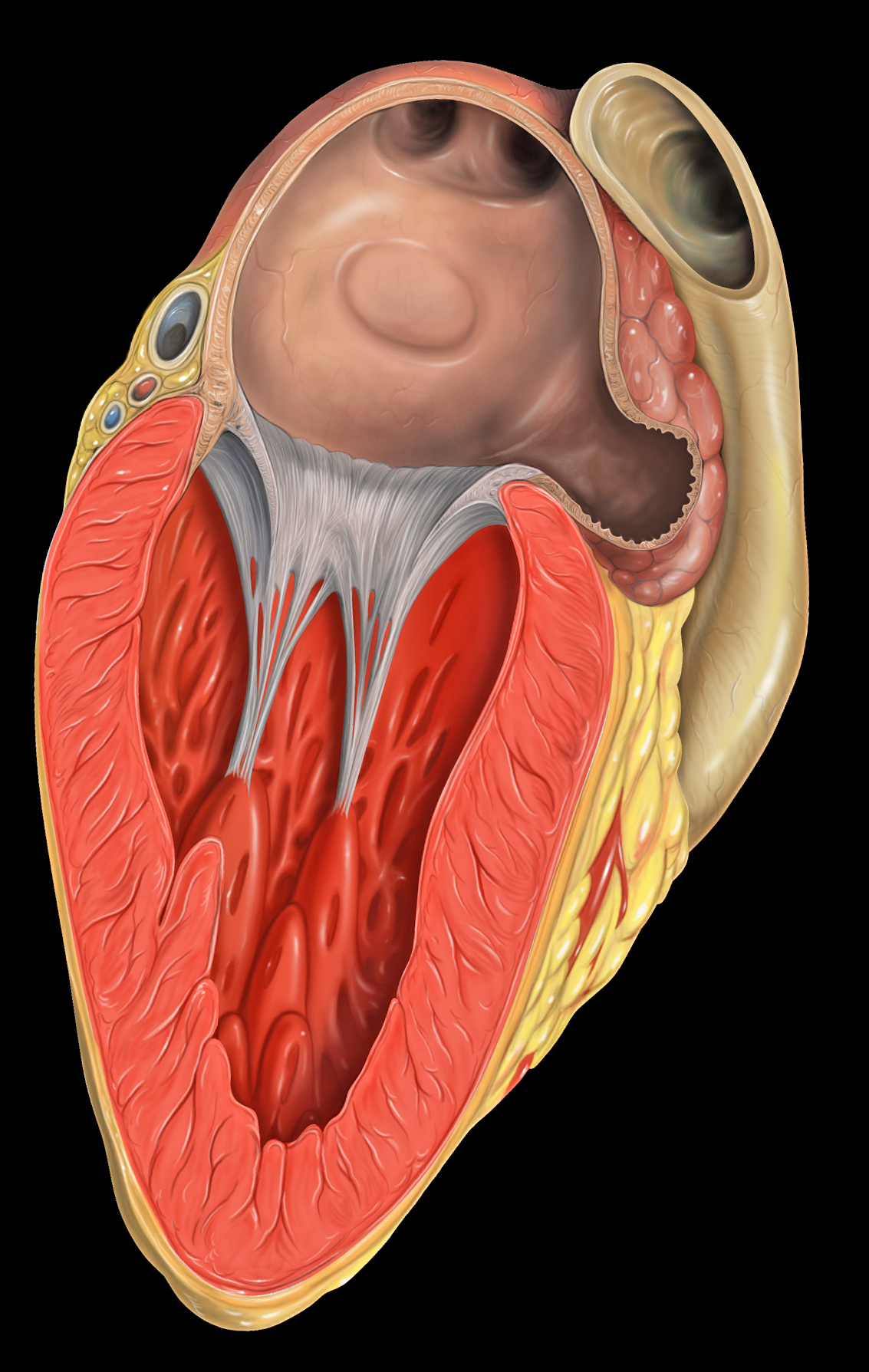
نمای عرض دهلیز و بطن چپ